# J2
J2是香港電視廣播有限公司（無綫電視）旗下的一條高清格式播放的免費數碼電視頻道，以粵語廣播為主的綜合頻道。
J2於2008年6月30日正式開播，數碼頻道編號為82；開播時以標清格式播放，至2013年1月21日凌晨起改以高清格式播放。無綫電視宣稱，J2僅次於翡翠台及無綫新聞台，是香港第三條最多人於平日黃金時段觀看的頻道。無綫電視的市場調查指，收看J2的觀眾大部份為23歲以上。
J2的主要競爭對手為香港電視娛樂旗下的ViuTV及有線寬頻開電視旗下的HOY TV。
2024年4月22日，J2和無綫財經 體育 資訊台合併並更名為「TVB Plus」。

## 頻道歷史
J2在2007年12月10日開始以「試播頻道」性質廣播，試播訊號是播放TVB娛樂新聞台在一日前的節目；其後於2008年1月28日正式試播節目。在2008年4月26日，J2陸續加入過往預定的節目，加強宣傳，但仍然標示為「試播」。J2最終在2008年6月30日下午3時正，在事前未作任何宣傳下秘密正式啟播，當時只在J2及翡翠台播放由著名導演劉偉強演出的短片了事，而不少人是透過網上討論區才在事前得知啟播日期和時間。
J2開台前曾命名為翡翠2台，其後統一採用J2，讀音為英文「J two」，民間亦會稱之「J2台」。J2中的J意思是「Jade」，即「翡翠」。在數碼廣播頻道識別訊號中，頻道82的中文名稱為「J2台」。
2008年8月8日及24日下午6時15分，J2作臨時性停播，以配合高清翡翠台的奧運節目，而停播時間至翌日清晨6時。
早期主管包括無綫電視節目部副總監何冠中。
2012年至2020年，J2每年都會參與TVB Amazing Summer暑期節目宣傳活動，並播映相關推介節目。
2013年1月21日凌晨約1時54分，J2正式改以高清廣播。隨後2013年3月1日起，J2與高清翡翠台及互動新聞台同時改以動態編碼率（VBR）實時編碼以更有效地利用頻寬，而J2的動態畫面質素亦有顯著改善。
2015年8月1日起，因亞洲電視不獲續牌，六合彩攪珠、香港賽馬及香港賽馬會受注的外國賽馬賽事直播改由J2接替播出，明珠台亦播出馬會製作的賽馬節目。然而賽馬節目與J2定位不合，形成「賭馬台」的負面形象。隨2021年J2再度力求革新形象，此安排亦在2022年馬季後終結，並在該年9月5日起移往無綫財經 體育 資訊台繼續播放。
2021年9月，電視台新設頻道專屬的節目創意總監職位，首位獲任命的創意總監是藝人C君。他上任後強調台前幕後班底的年輕化，按他聲稱，幕後人員平均年齡只有28歲，而幕前藝員平均年齡則是25歲。
2021年11月8日起，所有由J2台播放之節目片尾版權告示，取消顯示從啟播起一直沿用的無綫網址，或myTV SUPER、big big channel標誌，僅剩台徽、中英文公司名稱及羅馬數字製作年份。
2022年6月17日，電視台在西九藝術公園舉行記者會，宣佈本頻道一系列全新的自製節目，同時宣佈本頻道在同年6月20日起更換頻道台徽。同月19日，本頻道以「J2再出世」的名義播映特別節目，向觀眾介紹所有新節目的內容。另外，更公佈有22位J2ers駐台藝員加入。
2022年6月20日，曾為對台ViuTV製作劇集的盧思麟被起用為J2總監（非戲劇部）。同日晚上九時半，頻道台徽連同節目預告及開場前呼號畫面正式替換為新版本，台歌也變為由C君創作的《I Just Wanna 借啲意》（主唱者未公佈）並在更換一刻播放。「休台歌」則為由張馳豪主唱的《聽晚見唔見到你》。
本頻道最後一次使用舊台徽的節目為《世界第一等》，使用新台徽後播映的首個節目則為《呢鋪開乜：開火》（第一集）。
2022年6月20日，開始在台徽及頻道稱呼加入「CH.82台」字樣，並於該年8月起對節目宣傳片呼號改為「82台J2」。
2022年10月，ViuTV製作主任曾昭隆轉投J2，擔任製作部經理。
2022年11月28日，J2播放香港首個男男配對節目《仔仔一堂》，香港電視廣播有限公司因此成為第一家播放同性戀題材的節目的本地電視台。
2023年5月10日，C君接受媒體訪問時表示因為要專心發展音樂事業及幕前工作而離任J2創意總監一職。
2023年11月27日，電視廣播有限公司於當日香港股票市場收市後，發公告宣佈已向通訊事務管理局遞交申請進行頻道重組，當中J2台將會在2024年第二季度內和「無綫財經 體育 資訊台」合併成為全新頻道「TVB Plus」，有關重組於2024年4月15日獲得通訊事務管理局批准，J2並於同月22日起早上5時停播，最後一個節目為《愛家人物》，結束15年半的廣播歷史。同日早上6時置換為TVB Plus後，首個節目為《姊妹淘》。

## 節目取向
據電視廣播有限公司之業務簡介，J2定位為「時尚、潮流、活力的綜合娛樂頻道，以積極為生活努力拚搏、追求潮人文化的觀眾為對象」，目標是成為一條充滿活力的電視頻道，補足翡翠台的節目定位，播放一些以青年觀眾群為主、不適合在翡翠台作主流播放的節目。J2節目類型包括生活潮流、旅遊、音樂及電視劇，其中以外購日本及韓國電視劇較受關注，但近年減少播放外購日韓劇集。自製節目方面，題材主要為時尚及體驗式旅遊特輯、清談節目等。近年則加入中國內地和台灣的綜藝節目。
J2的節目常以女藝員為賣點，或因女藝員而受關注，這些女藝員通常被稱作「J2女神」。
除此之外，由於亞洲電視不獲續牌，香港賽馬會亦曾由2015年8月起安排J2直播六合彩攪珠、香港賽馬及受注的外國賽馬賽事，直至2022年9月5日起改於無綫財經 體育 資訊台播放。而由於2024年4月22日無綫財經 體育 資訊台停播關係，該類節目將會改由TVB Plus播放。

## 廣播特點

### 收看需求
- 此頻道需要使用支援H.264的DMB-T/H數碼廣播解碼器或電視調諧器（升級版接收器）收看。
- 使用貼有「TVB interactive」標誌的升級版接收器，便可以使用頻道附設的TVB互動功能。

### 廣播格式
- 影像以H.264/MPEG-4 AVC格式編碼，16:9比例輸出畫面。音效以杜比數碼（AC-3）編碼，並會因應節目而提供環迴立體聲效果。2010年法國Thomson Video Networks（英语：Thomson Video Networks）公司宣布J2採用其SD編碼器ViBE EM2000s改善畫質。[27]
- 目前J2與無綫新聞台、明珠台及無綫財經 體育 資訊台共同採用統計復用技術（英语：statistical multiplexing）於一條頻寬大約21.5Mbps（兆位/秒）的單頻網廣播。

### 節目播放
- 大部分前一天下午及黃金時段播放的節目會在第二天凌晨或日間重播。
- 一般而言，休台時間為逢星期一凌晨（星期日深夜）5時正的節目播放完畢後至早上6時正，期間會播放測色板。於2017年8月前，電子節目表及官方網頁上的節目表均不會顯示休台時段，並會將該段時間計入休台前節目長度內。農曆新年、聖誕節及除夕夜假期期間則不會休台。直至2017年8月，官方網頁上的節目表開始顯示「是日播映完畢」，以顯示休台時段。
- 播放4:3縱橫比的節目時，兩側的空位（Pillar Bar）會以動畫填補。
- 於流行慶祝節日會推出一連串相關節目，例如萬聖節的「J2搞鬼」和情人節的「J2愛的呼喚」。暫時以電影為主。

### 廣播提示
- 現時大部分廣播提示畫面（如下一節目預告、節目調動提示等）均不會配以人聲廣播。2022年6月20日J2改版後，黃金時段節目預告曾增設人聲廣播，是J2開台以來首次為節目預告增加人聲報幕，報幕員亦會仿效以前明珠台的報幕簡短形容該節目。唯自2023年5月1日起取消這一安排。
- 家長指引及成年觀眾節目提示畫面最初亦未有配以人聲廣播，但由於此舉違反《電視通用業務守則—節目標準》的規定[28]；無綫已於2011年初安排配音員何璐怡（2022年9月5日起改為成瑤孆）為該提示配以人聲廣播。
- 2018年起，頻道增設間接宣傳提示並安排配音員陳欣為該提示配以人聲廣播，但於2022年6月20日J2改版後取消間接宣傳的人聲廣播。
- 大部分外購節目都設有雙語廣播，包括一些曾經在翡翠台播放而不設雙語廣播的節目。同時，有部分節目只設外語廣播。有關廣播語言的資訊，會在節目播放前顯示於廣播提示畫面。
- 雖然初期只設標清廣播，但因為頻道播放列表是電腦自動產生的關係，2008年播放高清廣播節目時曾出現「hd」（全高清製作）標誌。

### 頻道包裝
- 試播期間，節目預告以街頭舞蹈配銅色畫面作背景。
- 正式啟播後，以曾在真人實錄介紹過的文具簿為背景。畫面配以人聲廣播，左上角亦不設資訊列。背景音樂為純音樂版的初代台歌《躍動的心》。
- 2009年3月30日起，改用紫紅、黃及銀色色塊為主色調的頻道包裝。動畫和外購劇集原裝主題曲起初被製作成特別宣傳片，而重點推介的節目則會由該台品牌傳播科額外設計背景。初期在頻道呼號畫面中，最後一幕會出現由不同事物組成的J2字樣，包括地鐵線路圖、銀色綵帶和棕色綵帶。其後於2009年2月，頻道呼號畫面被完全取消。
- 2012年5月28日，第二度更換頻道包裝，節目預告、宣傳片、節目分級提示及播出語言提示均改為以藍、白、橙色為主調，並以七巧板砌成J2字樣。
- 2016年11月19日，第三度更換頻道包裝，以不斷移形換位，蘊含各種玩物的上鍊彩色盒子作主調，並恢復播出節目前的頻道呼號畫面，為台標底下加上J2字樣。
- 2022年6月20日起，第四度更換頻道包裝，全新設計的J2台徽，台歌改為由C君創作的《I Just Wanna 借啲意》（主唱者未公佈），每晚9:30開始時會播放該台歌並被視為黃金時段的「開台歌」，節目預告的背景音樂是該台歌的純音樂。當中，在晚上黃金時段自製新節目和少數外購節目的特殊節目預告，是J2開台以來首次有人聲報幕，而且報幕員亦會仿效以前明珠台的報幕簡短形容該節目。直至11:30後會播放由張馳豪主唱，同樣是C君作品的《聽晚見唔見到你》並被視為黃金時段的「休台歌」，該歌曲的起始旋律亦為部分廣播提示畫面（例如播出語言、間接宣傳）的背景音樂。
- 2022年11月末，自《呢鋪開乜》時段取消，其中的《開火》及其後自製節目轉到晚上8:30檔后，「開台歌」提前于8:30播放。
- 2023年5月1日起，J2黃金時段自製節目的帶人聲報幕預告已被取消，全部使用通常節目預告。

### 台徽
J2台徽一般會在畫面右上角顯示。此外，當重大災難性事件發生或重要人物逝世後，台徽會暫時灰階化作哀悼，包括2010年8月26日中午至27日凌晨（馬尼拉人質事件全港哀悼日）、2012年10月2日下午至10月4日（哀悼南丫海難死難者）、2022年11月30日晚上至12月7日凌晨（哀悼江澤民逝世）。
播放部份外購節目、體育賽事以及賽馬節目（2015年至2022年）期間，由於內容提供者可能會在右上角會分別顯示節目名稱（以台灣節目居多）或計分牌，為避免與台徽重疊而影響觀眾觀看，這情況下台徽會暫時改為在左上角顯示。
以往顯示J2台徽時與其他頻道一樣會顯示無綫電視商標（三色台徽），但隨著2022年6月20日晚起J2更換頻道包裝，J2顯示新台徽的同時不會再顯示三色台徽。初始台徽顯示為白色（前五秒為彩色），翌日下午起調整為彩色（2022年11月30日19点24分為配合悼念江澤民而变白色，但沒有前五秒由彩色轉為白色的動畫）。
2024農曆新年期間，J2台徽動畫效果改由漸變式展示，並有動畫效果。

### 其他服務功能
TVBar為一互動資訊服務，與無綫新聞台的「NewsBar」幾近一樣，但提供的資料卻與NewsBar有所不同，觀眾可利用遙控器自行選擇收看多項屋苑、天氣資訊和新聞，提供7日香港天氣預報、十大屋苑呎價一覽表和最新新聞。而TVBar的資訊乃經由數碼電視訊號傳送，故此毋需接駁網際網路就可使用。備具MHEG-5功能或「TVB互動功能」標誌的機頂盒或綜合電視機，方可使用此項服務，觀眾只要在遙控器上按紅色按鈕，就可啟動TVBar（部份機頂盒及全高清電視需先開啟MHEG-5畫面和關閉字幕）。

## 節目
J2節目類型包括綜合娛樂、生活潮流、旅遊、音樂及電視劇，其中以外購日本電視劇及韓國電視劇較受關注。自製節目方面，題材主要包括年輕主持到冷門地方旅遊，邀請次文化代表交流，與新晉歌手演出等。

### 財經及資訊
2024年4月22日起，因應無綫財經 體育 資訊台停播關係，所有財經節目，包括交易現場、早市戰報及其他新聞部製作的專題節目亦改由TVB Plus播映。

### 劇集
J2開台成立至今於每日均會播放受歡迎的外購劇集。播放初期主要播映台灣、日本、韓國及少量歐美及中國大陸的劇集，唯大多數劇集曾經在無綫收費電視播出過，在J2全新首播的劇集實則較少。2016年播畢《吉列合唱團》後本台取消播放美劇，同年更開始增加播放華語劇集，當中《微時代》、《一見不鍾情》及《喜歡·一個人》更不設粵語配音，只以國語原聲播出。J2播放中國內地劇集通常評價不佳，較成功的有《微微一笑很傾城》。
2019年11月28日至2020年1月16日，J2首次播放泰劇《天生一對》，之後同時段恢復播放華語劇/韓劇/NHK晨間劇。另外，於合家欣賞時間的範圍內 (16:00-20:30) 播出的所有劇集均需作出相應刪減（於合家欣賞時間之外播放及myTV SUPER重温版本為足本版），以遷就合家欣賞時間時段的尺度。在經歷多番節目改革後，現時黃金時段主要播放中國內地劇集及日本劇集，並設有重播時段。
2021年底上架的myTV SUPER靈異題材原創劇《凶宅清潔師》，被安排2022年8月盂蘭節前夕在J2作免費頻道首播，亦有迴響。
2023年12月藝人周海媚逝世，TVB為回應觀眾請求，迅速在J2作出節目調動，在晚間21:30黃金時段重播她的名劇《大鬧廣昌隆》，屬罕見的安排。

### 綜藝及資訊節目
J2主要播放韓國、日本及中國内地製作的熱門綜藝節目，亦會播放myTV SUPER率先上架的自製綜藝節目，以及重播部分曾於翡翠台首播的人氣綜藝節目。J2曾自製多個招牌節目，如《兄弟幫》、《姊妹淘》、《安樂蝸》、《#後生仔傾吓偈》、《姊妹淘》、《3日2夜》。2021年11月起，J2於星期一至五（賽馬日除外）晚22:00增加一條半小時綜藝橫綫，主力播放不同的自製「輕娛樂」綜藝節目。2022年6月20日起，J2於星期一至五（賽馬日除外）晚21:30及23:00推出兩個半小時的全新清談節目系列，包括21:30時段名稱以「開」字為首的「呢鋪開乜」系列節目，以及23:00時段的「J2ers」系列，而22:00及22:30（賽馬日除外）及星期六21:30-23:30會繼續播出自製「輕娛樂」綜藝節目。2022年11月28日起，配合更改時間表及因應部份節目完結，「呢鋪開乜」及「J2ers」系列取消。餘下尚未完結的節目現固定於星期一至五23:00-23:30播出。2024年1月22日起，該系列節目調整至星期一至四22:00-22:30播出。
有一些長壽節目，被轉為翡翠台首播節目的例子，如《姊妹淘》、《3日2夜》。
2018年至2024年五度轉播《亞洲電影大獎》。

#### 飲食節目
本台播映飲食節目，定檔於星期一至五21:30/21:35-22:00/22:05播出。

#### 旅遊節目
本台自開台以來於星期一至五20:30均播出旅遊節目，初期以外購台灣旅遊節目為主，2017年TVB台灣製作中心成立後，專門開設晚間時段以播放該中心製作的旅遊資訊節目。外購旅遊節目曾安排於星期一及二20:30-21:30播映，均設有凌晨及翌日早上重播時段。部分曾於翡翠台播出的旅遊節目亦會於本台重播。2022年11月28日起，配合更改時間表，該時段改為星期一及二21:30-22:30播出。2023年1月起，推出一系列全新的本地或台灣製作中心之旅遊資訊節目而減少播放外購旅遊節目。該系列節目主要於星期一至五22:30-23:00播出。2024年1月22日起，該系列節目調整至星期一至五21:30-22:00播出。

#### 音樂節目
J2長期的音樂節目主要為重播翡翠台的《無間音樂》（有一些時期為J2首播）、《Music Break》，亦曾製作《Music Café》、《J2靚聲王》、《我們的音樂時代》等節目。偶爾會播出大型演唱會及音樂頒獎禮。C君入主期間則有台灣歌手柯有綸主持的《那些年的音樂時光》。
翡翠台逾四十年歷史的重點音樂節目《勁歌金曲》，在2022年的改革後改為在J2播映1小時足本版，在翡翠台只播放15分鐘版本，及後J2版亦縮短至半小時。
亦有購買外地具代表性的長壽音樂節目播放，如日本的《MUSIC STATION》、韓國的《K POP》（即《人氣歌謠》），據2009年早期的報道，比原產地延後兩至三星期播出。

### 電影
2022年3月起於星期日晚上9:00播放一套電影，以「星期日開片」名義播出。電影播映類型主要以本地及亞洲電影為主。
2024年3月起，因應節目調整，電影調至星期六晚上8:30播出。

### 動畫（2008年至2023年、2024年）
J2自開台至2015年9月及2016年10月兩度大減動畫時段前曾於每天早上、黃金時段、深夜播出受年輕人歡迎、多元化、及部分懷舊的日本動畫，唯經歷兩度節流後，首播動畫只於部份週末下午及深夜播出，並設有重播時段。部分動畫被分類為「M成年觀眾」或「PG家長指引」。如果當時為賽馬日，更會暫時停止動畫時段以補播其他節目。2016年11月19日起將原本的平日早上時段改為周末時段，2021年3月13日起，停止周末深夜首播的動畫並改為播映外購劇集，2021年6月6日至9月3日期間，所有首播動畫時段暫時停止，2021年的暑假期間，於8月9日起恢復早上動畫時段。2021年9月4日起，恢復周末日間首播動畫時段（但有時仍然會播放非動畫節目）。2021年10月18日起，恢復夜間首播動畫時段，於星期四或星期五23:30-00:30播映，均設有凌晨重播時段。唯夜間首播動畫時段於2022年11月12日起再度停止，其後於2023年2月12日至4月23日短暫恢復夜間首播動畫時段。於2023年10月10日播映完畢《飆速宅男V》最後一次下午重播時段後，取消所有動畫時段。2024年1月7日起增設星期日深夜動畫時段，惟其後一度暫停至同年5月11日再度增設星期六深夜動畫時段，以重播動畫為主。

### 香港賽馬會節目（2015年至2022年，2024年起）
由於亞洲電視不獲續牌，香港賽馬會於2015年轉向與無綫合作並在J2直播六合彩攪珠及香港賽馬賽事。主要於逢星期三晚上及星期六或日下午播放《賽馬直擊》，而根據賽馬會的實際安排，在部分非本地賽馬日（例如週末下午或晚上及馬季歇暑期間）也會轉播受注的外國賽馬賽事。
2022年9月5日起，所有馬會節目，包括六合彩攪珠、香港賽馬及受注的外國賽馬賽事改由另一頻道無綫財經 體育 資訊台播映。
2024年4月22日起，因應無綫財經 體育 資訊台停播關係，所有馬會節目，包括六合彩攪珠、香港賽馬及受注的外國賽馬賽事改由TVB Plus播映。

### Mtube（現已停播）
由2021年12月13日至2022年11月21日，本台增設Mtube時段。於星期一至星期五晚上11:30至凌晨00:30播出，主要播映來自中、日、韓、台、泰等地的別具話題及爭議性的劇集、動畫等。該時段播映的大部分劇集、動畫被分類為「M成年觀眾」或「PG家長指引」。

### 指定類型節目
根據通訊局文件，J2於2015年12月起播映若干時數的青少年節目，現時大多安排於星期六下午播映相關節目，主要播放外購節目，如選秀真人騷、教育、劇集及自製節目《開卷》。

## 網上直播
無綫電視旗下官方網站TVB.COM的「myTV」網路電視平台，提供J2 24小時網上直播頻道（見「外部連結」）。myTVJ2直播頻道於2010年8月2日正式開設，初時網上直播服務只限星期一至五晚娛樂訪談節目《兄弟幫》。2011年11月28日起，直播時間擴展至全日24小時。
因節目版權所限，部分外購節目、少數自製節目（如《巨聲工房》，於2010年9月7日起已提供直播）及直播節目中涉版權問題的片段（包括部分商業廣告及宣傳片段）皆不會提供直播，並以預錄的間場畫面覆蓋，顯示「因節目版權所限，直播將於稍後恢復」字樣。

## 宣傳片
- J2 Identity：首輯宣傳J2的系列，在2008年上半年推出。片中以多種非一般的事物和圖畫去構成或顯示出J2的標誌，配以背景《躍動的心》各種變奏的純音樂。2008年1月期間，無綫曾做了三段試驗短片，放在翡翠台播放，其後被永久抽起。另外，於F250影像召集中的得獎作品亦於2009年1月開始播放。目前已製作並播放了五十多段相關短片，每套片長約5至15秒不等。
- J2×側田=躍動的心：在2008年4月推出。以歌手側田演唱的J2初代台歌《躍動的心》作主幹，突顯出J2針對年青人所作的各種玩意。片長約4分鐘，在內包括了多條J2 Identity的片段，另設1分鐘濃縮版。其後，分別於2011年、2014年及2015年推出新版《躍動的心》MV。不過自此之後電視台沒有再採用此歌曲，直到2022年被《I Just Wanna 借啲意》取代為止。
  - 2011年8月，糖兄妹演唱[53]
  - 2011年9月，RubberBand演唱
  - 2011年10月，C AllStar演唱
  - 2014年10月，鄭俊弘演唱
  - 2015年2月，KOLOR演唱
- J2紅星系列：在2008年4月推出。J2預定劇集的演出台灣紅星和部分香港紅星都在片中作宣傳。目前已製作十多段相關短片，每套片長約5至15秒不等。
- J2愛搞作（真人實錄）：在2008年4月推出。招攬香港社會各界特別的人士講述他們的生活搞作。目前已製作約二十多段相關短片，每套片長約1至3分鐘不等。自推出後得到觀眾正面評價，而部份本來寂寂無名的被訪者或團體更在短片播出後逐漸受大眾重視。
- J2族時段：在2008年6月推出。在正式開台前，介紹各類型的新節目。目前已製作三段相關短片，每套片長約2分鐘。
- J2節日系列：為了慶祝節日而推出特殊宣傳片，有時會跟其他頻道共用設計。
- J2超人気：在2009年3月下旬推出。由三位女藝人徐淑敏、賈曉晨及孫慧雪介紹J2於2009年最新播放和即將播放的各類節目。目前已製作三段相關短片，每套片長約一分鐘。惟因自推出後劣評如潮，香港政府廣管局（今通訊局）及無綫電視亦因此分別收到大量投訴，推出不久後即被抽起。
- 呼喚未來（真人實錄）：在2009年5月推出。由社會各界青少年親自講述近況及對自己未來的計劃。除J2外，本系列短片亦有於now香港台、九巴、城巴、新巴路訊通及港鐵新聞直線等其他媒體播放。
- J2戰隊：在2009年6月下旬推出。由四位男藝人以戰隊模式介紹J2於2009年最新播放和即將播放的各類節目[2]，2009尾追加一位男藝人飾演黑戰士，每位戰士各代表一項節目種類，目前已製作五段相關短片，每套片長約二十秒。
- J Cool x J Cute：為《2013無綫節目巡禮》節目之一，在2013-14年J2選舉少男J Cool、少女J Cute，拍攝宣傳片作推介節目、報時及天氣報告，但至今仍未有製作。
- J2是咁的：2016年11月19日起推出的宣傳片，片中舉出了各種「是咁XX的」的例子，以表達最新的宣傳口號。另外亦有各種與網絡文化互動的短片。
- Made In J2：於2021年10月推出，以沒有藝員演出的概念場景，預告於星期一至五夜間推出的全新自製或外判節目。
- Mtube：於2021年12月推出，以沒有旁白的概念場景，預告於星期一至五夜間推出的首播外購劇集及動漫。
- 6.20：於2022年6月推出，以沒有旁白的概念場景，預告頻道於當年6月20日改版。

## 其他相關

### 節目
- J2動漫·熱：在2010年暑假推出，以推介每年於J2在暑假播放的動畫、動畫劇場版及改編電影。期間會拍攝具特攝感的宣傳片及於香港動漫電玩節舉行活動記者會作宣傳。2012年起，此主題成為Amazing Summer活動之一。2020年起取消再以「J2動漫·熱」作節目宣傳。

### 比賽
- J2搞作F250影像召集：於2008年8月至10月期間舉行，讓大眾製作片長約5至10秒不等的J2 Identity短片，並放上網絡分享。勝出者的作品會在各無綫電視頻道播出。
- J2U Tee設計比賽：讓大眾設計印有心目中J2形象的T-Shirt，而勝出者的作品有機會被製作出來。但受金融海嘯下緊縮開支影響，比賽暫緩舉行。
- 涼宮春日舞林大會：於2009年3月舉行，為TVB少有為動畫舉行的活動。讓大眾製作跳動畫《涼宮春日的憂鬱》中「涼宮舞」的短片，並放上網絡分享（但最終取消有關安排）。勝出者會得到有關動畫的各種商品。

### 網站
- 網站首頁起初可以轉換背景，並播放各J2 Identity宣傳片。2008年12月，J2網站改以網誌形式展示，隨時更新節目播放的最新劇情和內容。
- 設有網上參加報名。目前，網上填表是唯一參與或寄件至J2節目的渠道。
- J2網站早於myTV成立前提供《愛情研究院》的節目重溫，是TVB首個提供節目重溫的網上平台。
- 節目預告片同時在獨立的YouTube頻道宣傳，惟初時部分片段被擴大為4:3縱橫比。其後大部分片段都以16:9縱橫比和高品質播放。然而，由於版權持有人介入，以外購節目為主的J2於2009年6月關閉頻道。
- 2011年，獨立網站（j2.hk）開始停止更新。
- 設有Twitter帳戶（已停止更新）、Facebook專頁（原賬戶已停止更新，現新建賬戶並恢復更新）、Instagram專頁及Youtube頻道。

### 雜誌
- 《J2 Magazine》於2009年6月29日創刊，隨《TVB周刊》附送。

## 收視率
根據電視廣播有限公司週年報告，J2在黃金時段的平均收視如下：
| 年份 | 平均收视 |
| ---- | -------- |
| 2014 | 1.9點    |
| 2015 | 2.0點    |
| 2016 | 1.9點    |
| 2017 | 1.9點    |
| 2018 | 1.6點    |
| 2019 | 1.5點    |
| 2020 | 1.9點    |
| 2021 | 2.1點    |
| 2022 | 1.9點    |
| 2023 | 1.7點    |

J2的收視曾在香港電視頻道中排名第三，僅次於同公司的翡翠台及無綫新聞台。2021年曾志偉上任集團副總經理後，曾言競爭對手ViuTV（99台）的收視遠低於翡翠台，只能與J2比較。在通訊事務管理局2022年安排的收視調查中，J2的本地觀眾平日最經常收看比例為44%，被取得48%的ViuTV超越，排名第四。
2015年11月17日，J2直播2018年國際足協世界盃的亞洲區外圍賽香港對中國賽事，錄得平均收視16點，約有104萬觀眾收看，最高收視21點，約有135萬觀眾收看，創J2最高收視紀錄。
2023年1月22日晚（農曆新年年初一），J2播放舊電影《賭俠1999》，錄得最高收視7.6點，約50萬觀眾收看，創J2播放電影的最高收視紀錄。
直播賽馬時期，《賽馬直擊》被視作長期具有穩定收視的節目，有時亦能高於競爭對手ViuTV的同時段節目，2020年《賽馬直擊》曾取得最高紀錄的5點收視。

## 外部連結
- 官方网站
- J2節目表 （页面存档备份，存于）
- 官方Facebook專頁 （页面存档备份，存于）
- J2的Instagram帳戶
- 官方Youtube頻道 （页面存档备份，存于）
- 香港網絡大典上的相关条目：J2
- 香港電視大典上的相关条目：J2